# Chodzenie po ogniu

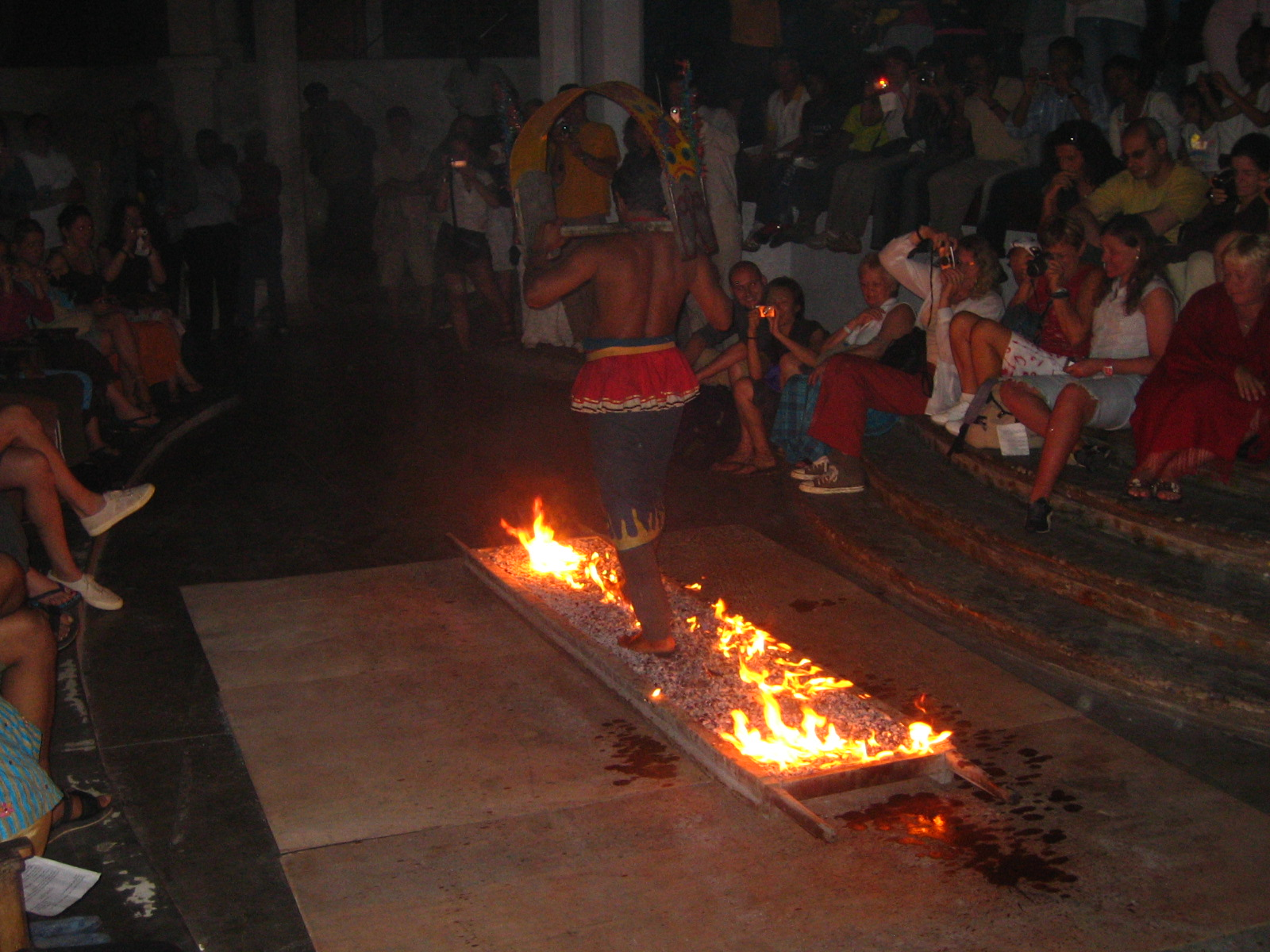
Próba ognia na Sri Lance

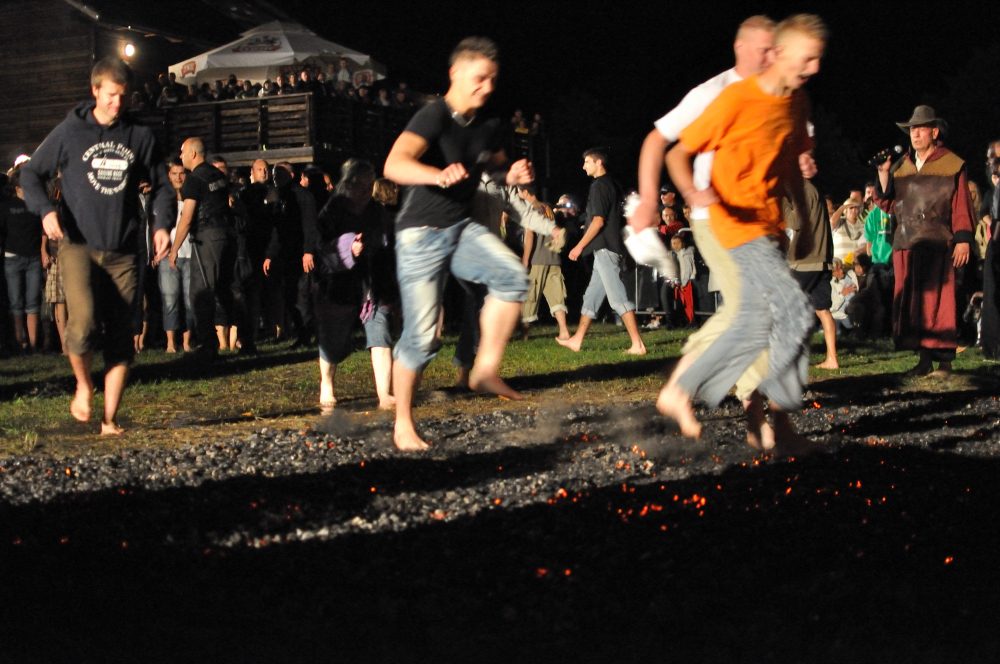
Chodzenie po rozżarzonych węglach w Polsce

Chodzenie po ogniu lub próba ognia (ang. firewalking) – akt przejścia boso po rozżarzonych węglach lub rozgrzanych kamieniach. Próba ognia w wielu kulturach jest praktykowana jako test lub dowód wiary. Pierwsze zapisy dotyczące rytualnego chodzenia boso po ogniu pojawiają się w zapisach z ok. 1200 lat p.n.e.

## Recepcja w świecie
Różne formy tego obrzędu są obecne w kulturach wielu narodów na całym świecie, od Grecji do Chin:
- pokazy umiejętności fakirów
- próba ognia stosowana podczas seminariów – najczęściej o charakterze motywacyjnym, w celu podniesienia wiary we własne możliwości oraz jako sposób na przełamywanie psychicznych oporów.

Stosowana jest także jako obrzęd oczyszczenia, uzdrowienia, odnowienia (odrodzenia) oraz przejaw transcendencji.

### Opis wykonania

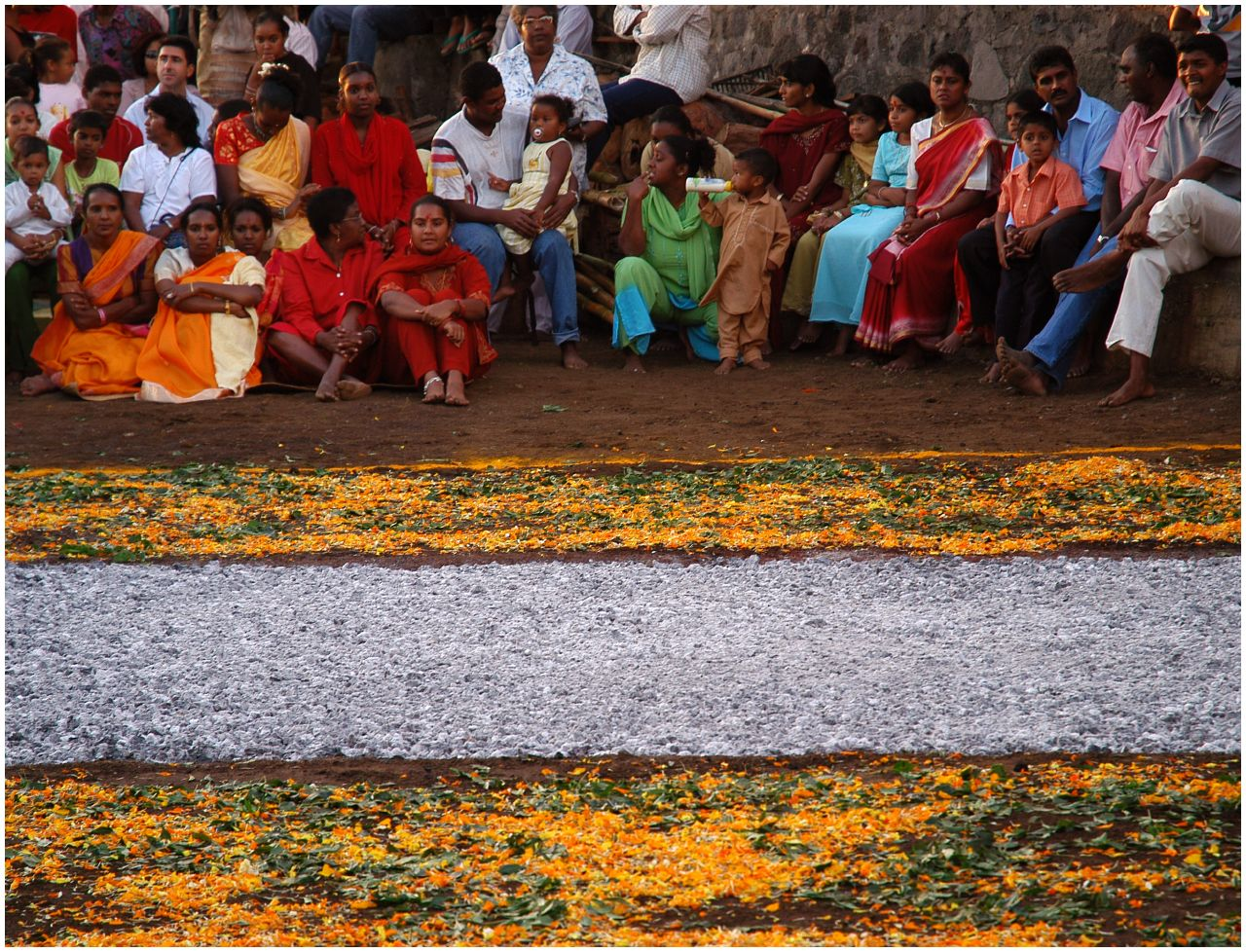
Ścieżka ognia

Do przygotowania ścieżki ognia, dla grupy ok. 20 osób, potrzeba około 1 kubika suchego, liściastego drewna, najlepiej z brzozy, buku, olchy lub wierzby. Drewno do przygotowania żaru, należy pociąć na drobne kawałki. Następnie z przygotowanego drewna układa się stos, tak aby możliwie szybko całe drewno zaczęło się równomiernie palić. Ognisko powinno palić się do czasu, kiedy zostanie sam żar i nie ma już jasnożółtych płomieni. Następnie należy przegarnąć kilkakrotnie cały żar, aby wydobyć na wierzch zwęglone drewno ze środka i wystawić je na działanie tlenu. Kiedy stos żaru zaczyna się przykrywać popiołem i świeci równomiernie na czerwono, można przystąpić do przygotowania ścieżki.
Ścieżka powinna mieć długość 8 lub 10 kroków, tak aby każda stopa stanęła na ogniu 4 lub 5 razy. Szerokość ścieżki zależy od ilości przygotowanego żaru, ale powinna mieć minimum 0,7 m, przy grubości warstwy ok. 5 cm.

### Zagrożenia
- może dojść do poparzeń, kiedy stopy pozostają w kontakcie z żarem przez dłuższy czas, umożliwiając odprowadzenie nadmiaru ciepła z węgla,
- nie należy używać desek lub drewna z rozbiórki, w którym mogą być gwoździe (przebicie stopy, skaleczenia). Metal jest szczególnie niebezpieczny, ponieważ ma on wysoką przewodność cieplną (poparzenia),
- wypalony węgiel nie powinien być mokry, ponieważ zwiększa to jego pojemność cieplną (gorzej oddaje temperaturę do otoczenia),
- stopy nie powinny być mokre lub spocone, ze względu na możliwość przyklejenia się drobinek żaru (dłuższy kontakt ze źródłem wysokiej temperatury),
- przy zbyt grubej warstwie żaru (więcej niż 5 cm) istnieje możliwość oparzenia wierzchniej części stopy, która jest mniej odporna na temperaturę niż podeszwa,

## Recepcja w tradycjach religijnych
Chodzenie po ogniu praktykowane jest przez:
- Kościół prawosławny we wschodniej części Grecji (rytuał anastenaria) oraz w Bułgarii (rytuał nestinarstvo) podczas niektórych świąt religijnych,
- buszmenów !Kung z Afryki na pustyni Kalahari (!Kung stosują przejście po ogniu podczas ceremonii uzdrawiania),
- małe dziewczynki na Bali (podczas ceremonii o nazwie Sanghyang dedari)[2],
- japońskich taoistów i buddystów,
- rdzennych mieszkańców na całej Polinezji.

### Recepcja w hinduizmie
- plemiona hinduistyczne z południowej Azji oraz ich diaspory w Republice Południowej Afryki, Malezji i Singapurze (podczas świąt Thimithi),
- jako składnik obchodów święta holi we wsiach indyjskich[3],
- hinduizm tamilski.